# Hugo Eugenio Puccini Banfi
Hugo Eugenio Puccini Banfi (ur. 21 października 1935 w Barranquilla) – kolumbijski duchowny rzymskokatolicki, w latach 1987-2014 biskup Santa Marta.

## Życiorys
Święcenia kapłańskie przyjął 27 sierpnia 1965. 9 grudnia 1977 został mianowany biskupem pomocniczym Baranquilla ze stolicą tytularną Oppidum Consilinum. Sakrę biskupią otrzymał 18 lutego 1978. 4 grudnia 1987 objął rządy w diecezji Santa Marta. 5 sierpnia 2014 przeszedł na emeryturę.